# Ribagorza
La Ribagorza (katalanisch (Baixa) Ribagorça) ist eine Comarca (Verwaltungseinheit) der Autonomen Region Aragonien in Spanien. Sie liegt im Nordosten der Provinz Huesca in den aragonesischen Pyrenäen und hat auf einer Fläche von 2.460,37 km² 12.594 Einwohner (Stand 1. Januar 2022). Die Hauptstadt ist Graus.
Die Ribagorza grenzt im Südwesten an den Somontano de Barbastro, im Westen an Sobrarbe, im Norden an Frankreich (Département Haute-Garonne), im Osten an die katalanische Provinz Lleida (Comarques Val d’Aran, Alta Ribagorça, Pallars Jussà und Noguera) und im Süden an die aragonische Comarca La Litera.
Ribagorza gehört großenteils zu den Gebieten mit katalanischsprachiger Bevölkerung im Osten Aragoniens, die gleichzeitig die Westgrenze des katalanischen Sprachgebiets bilden und als La Franja bekannt sind. Insbesondere im Gebiet des Tals von Benasque wird ein aragonesisch-katalanischer Übergangsdialekt mit okzitanisch-gaskognischen Einflüssen, (das Benasqués oder Patués) gesprochen.

## Gemeinden
| Gemeinde                  | Einwohner (2024) | Fläche km² | Dichte Einw./km² | Cod INE | Postleitzahl |
| ------------------------- | ---------------- | ---------- | ---------------- | ------- | ------------ |
| Arén                      | 306              | 119,32     | 3                | 22035   | 22583        |
| Benabarre                 | 1.137            | 157,14     | 7                | 22053   | 22580        |
| Benasque                  | 2.362            | 233,20     | 10               | 22054   | 22440        |
| Beranuy                   | 69               | 63,76      | 1                | 22246   | 22485        |
| Bisaurri                  | 179              | 63,19      | 3                | 22062   | 22470        |
| Bonansa                   | 86               | 37,29      | 2                | 22067   | 22486        |
| Campo                     | 483              | 22,86      | 21               | 22074   | 22450        |
| Capella                   | 351              | 60,71      | 6                | 22080   | 22480        |
| Castejón de Sos           | 868              | 31,55      | 28               | 22084   | 22466        |
| Castigaleu                | 87               | 26,53      | 3                | 22087   | 22587        |
| Chía                      | 94               | 26,10      | 4                | 22095   | 22465        |
| Estopiñán del Castillo    | 136              | 88,71      | 2                | 22105   | 22589        |
| Foradada del Toscar       | 169              | 106,25     | 2                | 22111   | 22452        |
| Graus                     | 3.380            | 299,79     | 11               | 22117   | 22430        |
| Isábena                   | 237              | 118,53     | 2                | 22129   | 22482        |
| Lascuarre                 | 135              | 31,87      | 4                | 22142   | 22586        |
| Laspaúles                 | 251              | 81,75      | 3                | 22143   | 22471        |
| Monesma y Cajigar         | 69               | 62,60      | 1                | 22155   | 22587        |
| Montanuy                  | 227              | 174,20     | 1                | 22157   | 22487        |
| Perarrúa                  | 112              | 30,05      | 4                | 22177   | 22460        |
| La Puebla de Castro       | 427              | 29,39      | 15               | 22187   | 22435        |
| Puente de Montañana       | 95               | 48,56      | 2                | 22188   | 22584        |
| Sahún                     | 319              | 73,36      | 4                | 22200   | 22468        |
| Santaliestra y San Quílez | 83               | 23,34      | 4                | 22212   | 22461        |
| Secastilla                | 149              | 47,42      | 3                | 22214   | 22391, 22439 |
| Seira                     | 146              | 69,40      | 2                | 22215   | 22463        |
| Sesué                     | 116              | 5,35       | 22               | 22221   | 22583        |
| Sopeira                   | 84               | 44,09      | 2                | 22223   | 22583        |
| Tolva                     | 132              | 58,97      | 2                | 22229   | 22585        |
| Torre la Ribera           | 100              | 32,06      | 3                | 22233   | 22483        |
| Valle de Bardají          | 55               | 45,48      | 1                | 22243   | 22451        |
| Valle de Lierp            | 58               | 32,76      | 2                | 22244   | 22451        |
| Viacamp y Litera          | 41               | 107,74     | 0                | 22247   | 22585        |
| Villanova                 | 170              | 7,05       | 24               | 22249   | 22467        |
| Comarca Ribagorza         | 12.713           | 2.460,37   | 5                | –       | –            |

## Geschichte
Die heutige Comarca bildete den Hauptteil der Grafschaft Ribagorza, die im 9. Jahrhundert in der Spanischen Mark Karls des Großen entstand. Im frühen 10. Jahrhundert eroberten Truppen der Banu-Qasi-Dynastie von Saragossa aus einen Teil der Ribagorza und der angrenzenden Grafschaft Pallars. 1017 fiel die Grafschaft, wie auch die Grafschaft Aragón an Navarra. Als Sancho III. 1035 starb, hatte er sein Reich unter seinen Söhnen aufgeteilt. Einer von ihnen, Gonzalo Sánchez, erhielt die ehemaligen Grafschaften Ribagorza und Sobrarbe und wurde König seines Reiches. Nach seiner Ermordung am 26. Juni 1045 wurde sein Bruder Ramiro, der Aragonien (die Jacetania) erhalten hatte, sein Nachfolger.
Nach der dynastischen Vereinigung Aragoniens mit Katalonien zur Krone Aragonien wurde das Gebiet der Ribagorza zunächst 1244 von Jakob I. Katalonien zugesprochen. 1300 ratifizierte Jakob II. jedoch ein Protokoll der Cortes von Aragonien, das die Ribagorza Aragonien eingliederte. Die Cortes von Katalonien trafen 1305 einen gegenteiligen Beschluss, der von Jakob II. nicht ratifiziert wurde. 1322 ernannte er aber seinen Sohn Peter (Pedro) zum Grafen der Ribagorza, der nach den Regeln des katalanischen Reichsteils Vasall sein und regieren solle, aber an den Cortes von Aragonien teilzunehmen habe.
Die Grafschaft fiel Ende des 16. Jahrhunderts auf Betreiben Philipps II. an die spanische Krone (zurück). Nach den Decretos de Nueva Planta von 1707, die eine territoriale Neuordnung des aragonischen Reiches unternahmen, wurde Ribagorza zum Koregiment Aragoniens. Hintergrund war u. a. die Opposition der Ribagorza gegen den Bourbonen Philipp V. im Spanischen Erbfolgekrieg. Mit der Gründung der Provinz Huesca im Jahr 1834 wurde die Ribagorza zum Gerichtsbezirk Benabarre. Benabarre war seinerzeit Hauptstadt der Ribagorza.